# Campo la Curva
Campo la Curva är en ort i Mexiko.   Den ligger i kommunen Mexicali och delstaten Baja California, i den nordvästra delen av landet, 2 100 km nordväst om huvudstaden Mexico City. Campo la Curva ligger 23 meter över havet och antalet invånare är 345.
Terrängen runt Campo la Curva är mycket platt. Runt Campo la Curva är det glesbefolkat, med 19 invånare per kvadratkilometer. Närmaste större samhälle är Guadalupe Victoria, 17,3 km sydväst om Campo la Curva. Trakten runt Campo la Curva består till största delen av jordbruksmark.